# Norbert Jansen
Norbert Jansen ist ein ehemaliger deutscher Basketballspieler.

## Werdegang
1973 gewann Jansen mit dem Nachwuchs des TuS 04 Leverkusen die deutsche Jugendmeisterschaft (C-Jugend). Aus Auswahlspieler des Deutschen Basketball Bunds nahm er 1975 an der Kadetten- und 1976 an der Junioreneuropameisterschaft teil.
Im Zeitraum von 1976 bis 1978 wurde er in 23 Bundesliga-Spielen eingesetzt. In der Saison 1976/77 wurde er mit Leverkusen Zweiter und 1977/78 Dritter der deutschen Meisterschaft.